# Schaufel-Spornzikade

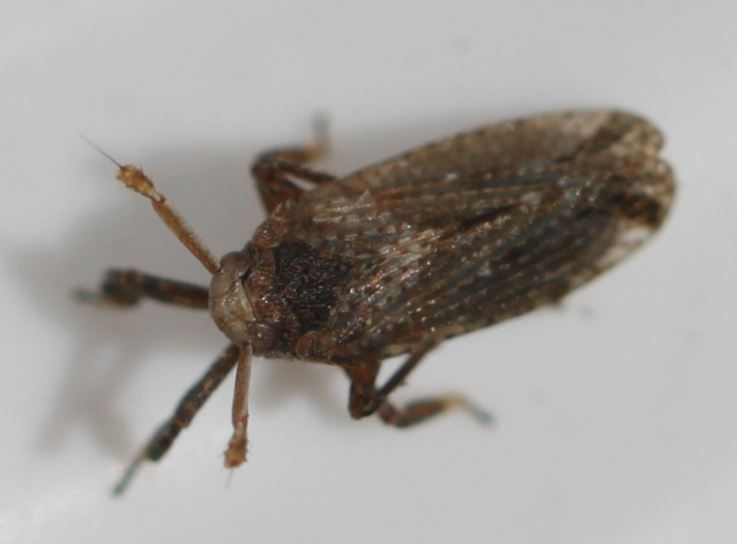
Dorsalansicht

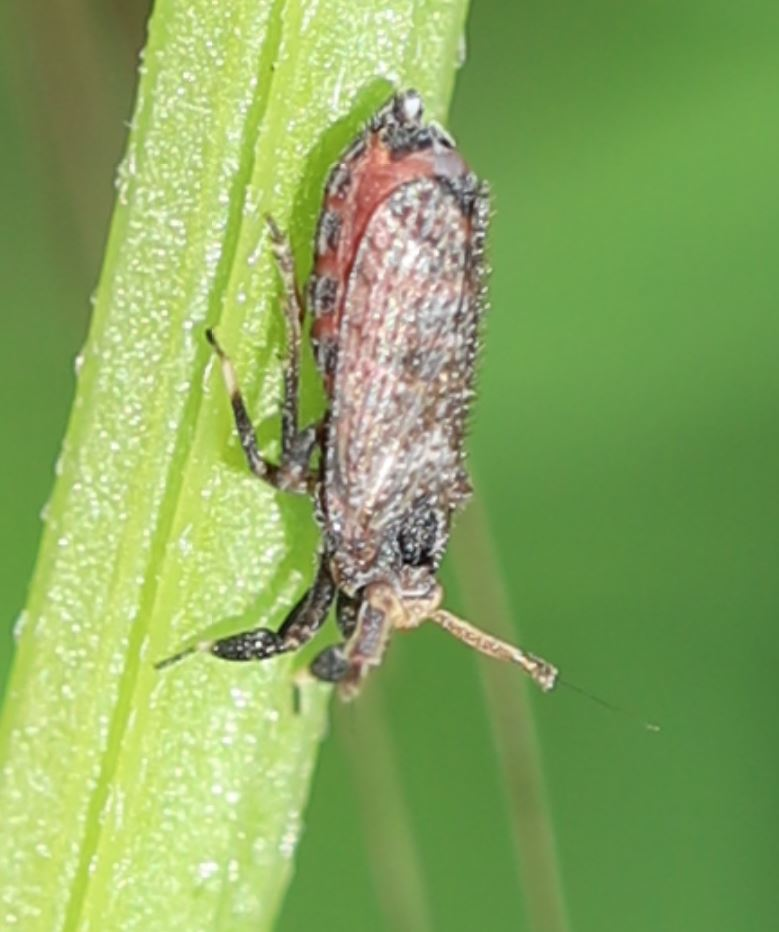
Weibchen, Ende Mai

Die Schaufel-Spornzikade (Asiraca clavicornis) ist eine Zikade aus der Familie der Spornzikaden (Delphacidae). Sie ist der einzige Vertreter der Unterfamilie Asiracinae in Europa. Das lateinische Art-Epitheton clavicornis leitet sich von den Begriffen clava für „Keule“ und cornis für „Horn“ ab.

## Merkmale
Die Zikaden erreichen Längen von 3,6–3,8 mm (Männchen) bzw. 4,3–5,0 mm (Weibchen). Aufgrund ihrer außergewöhnlich langen Fühler und den abgeflacht verbreiterten vorderen Femora und Tibiae ist die Art in Europa unverwechselbar. Die vorderen und mittleren Tibiae besitzen eine helle apikale Spitze. Die Vorderflügel sind stark behaart. Die transparenten Flügel weisen eine dunkel gepunktete Flügeladerung auf.

## Vorkommen
Die Zikadenart ist in Süd- und Mitteleuropa weit verbreitet. Auf den Britischen Inseln kommt sie in Südengland vor. In Norwegen wurde die Art 2009 erstmals nachgewiesen. Im Süden reicht das Verbreitungsgebiet bis nach Nordafrika.

## Lebensweise
Die Schaufel-Spornzikade bevorzugt sonnige und trockene Lebensräume. Man findet die Zikadenart häufig im Umkreis von Brachflächen. Die Zikaden fliegen von April bis September. Die Imagines der Folgegeneration überwintern. Die Weibchen stechen ihre Eier in die Stängel krautiger Pflanzen. Über die Wirtspflanzen der Zikaden, vermutlich Sauergrasgewächse und Süßgräser, ist wenig bekannt. Die Zikadenart gilt als polyphag.